# Bobby (film)
Bobby är en amerikansk film från 2006 i regi av Emilio Estevez.

## Handling
Filmen handlar om vad som inträffade hos olika personers liv under dagen och natten före den 5 juni 1968 då Robert F. Kennedy sköts på Ambassador Hotel i Los Angeles.

## Om filmen
Filmen är inspelad i Los Angeles och Santa Clarita. Den hade världspremiär vid filmfestivalen i Venedig den 5 september 2006 och svensk premiär den 16 februari 2007.
Ambassador Hotel höll på att rivas samtidigt som man spelade in scener på hotellet.

## Rollista
- Harry Belafonte - Nelson
- Joy Bryant - Patricia
- Nick Cannon - Dwayne
- Emilio Estevez - Tim Fallon
- Laurence Fishburne - Edward Robinson
- Heather Graham - Angela
- Anthony Hopkins - John Casey
- Helen Hunt - Samantha Stevens
- Joshua Jackson - Wade Buckley
- David Krumholtz - Agent Phil
- Ashton Kutcher - Fisher
- Shia LaBeouf - Cooper
- Lindsay Lohan - Diane
- William H. Macy - Paul Ebbers
- Demi Moore - Virginia Fallon
- Martin Sheen - Jack Stevens
- Christian Slater - Daryl Timmons
- Sharon Stone - Miriam Ebbers
- Elijah Wood - William Avary
- Robert F. Kennedy - sig själv (arkivbilder)

## Musik i filmen
- Love and Light, skriven av Jeff Rona, framförd av Luxurious
- Never Gonna Break My Faith, skriven av Bryan Adams, Eliot Kennedy och Andrea Remanda, framförd av Aretha Franklin och Mary J. Blige featuring The Boys Choir of Harlem
- Tracks of My Tears, skriven av Marvin Tarplin, Warren Moore och Smokey Robinson, framförd av Smokey Robinson
- I Was Made to Love Her, skriven av Henry Cosby, Lulu Mae Hardaway, Sylvia Moy och Stevie Wonder, framförd av Stevie Wonder
- Ain't That Peculiar, skriven av Warren Moore, Smokey Robinson, Bobby Rogers och Marvin Tarplin, framförd av Marvin Gaye
- The Sound of Silence, skriven av Paul Simon, framförd av Simon & Garfunkel
- Louie Louie, skriven av Richard Berry, framförd av Demi Moore
- Come See About Me, skriven av Lamont Dozier, Brian Holland och Eddie Holland, framförd av The Supremes
- Function at the Junction, skriven av Shorty Long och Eddie Holland, framförd av Shorty Long
- Grazing in the Grass, skriven av Harry Elston och Philemon Hou, framförd av Hugh Masekela
- Tuesday Afternoon (Forever Afternoon), skriven av Justin Hayward, framförd av The Moody Blues
- Black Is Black, skriven av Steve Wadey, Tony Haynes och Michelle Grainger, framförd av Los Bravos
- Baby, I Love You, skriven av Ronnie Shannon, framförd av Aretha Franklin
- There's a Kind of Hush (All Over the World), skriven av Les Reed och Geoff Stephens, framförd av Herman's Hermits
- Spoonful, skriven av Willie Dixon, framförd av Cream
- Season of the Witch, skriven och framförd av Donovan
- Hurdy Gurdy Man, skriven och framförd av Donovan
- Mickey's Monkey, skriven av Brian Holland, Lamont Dozier och Eddie Holland, framförd av The Miracles
- Anji, skriven av Davy Graham, framförd av Jason Huxley
- Initials från Hair, skriven av Galt MacDermot, James Rado och Gerome Ragni, framförd av Galt MacDermot
- Out Front, skriven av Howard Blakely och Walter Georis, framförd av The Sandals
- Wives and Lovers, skriven av Burt Bacharach och Hal David, framförd av Jack Jones
- Magic Moments, skriven av Burt Bacharach och Hal David, framförd av Perry Como
- Pata Pata, skriven av Miriam Makeba och Jerry Ragavoy, framförd av Miriam Makeba

## Utmärkelser
- 2006 - Hollywood Film Festival - Hollywood Film Award - Årets ensemble, Harry Belafonte, Joy Bryant, Nick Cannon, Emilio Estevez, Laurence Fishburne, Brian Geraghty, Heather Graham, Anthony Hopkins, Helen Hunt, Joshua Jackson, David Krumholtz, Ashton Kutcher, Shia LaBeouf, Lindsay Lohan, William H. Macy, Svetlana Metkina, Demi Moore, Freddy Rodríguez, Martin Sheen, Christian Slater, Sharon Stone, Jacob Vargas, Mary Elizabeth Winstead, och Elijah Wood
- 2006 - Phoenix Film Critics Society Awards - PFCS Award - Årets genombrott bakom kameran, Emilio Estevez
- 2006 - Filmfestivalen i Venedig - Biografilm Award, Emilio Estevez